# Termoelektrisk radioisotopgenerator
En termoelektrisk radioisotopgenerator (forkortes RTG efter engelsk: Radioisotope Thermoelectric Generator) er et eksempel på et atombatteri og en elektrisk energikilde som omdanner den varme der frigives ved radioaktive henfald til elektrisk energi. RTG benyttes fortrinsvis inden for rumfart. RTG har lang levetid (af størrelsesorden 100 gange levetiden for et kemisk batteri) og høj energitæthed (af størrelsesorden 100 gange energitætheden for benzin).

## Konstruktion og virkemåde
En termoelektrisk radioisotopgenerator er grundlæggende en termogenerator: Hvis ledninger af to forskellige metaller eller metallegeringer loddes sammen i begge ender, og det ene loddepunkt holdes varmt, det andet koldt, vil der løbe en elektrisk strøm i kredsen. Strømmen skyldes at der som konsekvens af Seebeck-effekten opstår en spændingsforskel mellem loddepunkterne. Spændingsforskellen afhænger dels af materialekombinationen, dels er den proportional med temperaturforskellen. Spændingsforskellen kan forøges ved at sammenlodde et antal tråde, idet halvdelen af loddepunkterne drejes i den ene retning, halvdelen i den anden, se illustrationen.
I en RTG tilvejebringes temperaturforskellen af den varme som udvikles ved henfald af radioaktivt materiale. Til forskel fra el-produktion der bygger på kernereaktordrevne turbiner, har RTG'en ingen bevægelige dele, og den indeholder intet stof der fordamper eller fortætter, hvilket gør konstruktionen yderst simpel og holdbar.
En radioaktiv isotop er velegnet som kernebrændsel i en RTG hvis isotopens halveringstid hverken er for lang eller for kort. For kort halveringstid betyder at RTG'en hurtigt brænder ud. For lang halveringstid medfører at aktiviteten og dermed effekten bliver for lille. Et velegnet kernebrændsel er endvidere kendetegnet ved stor energitæthed, og ved at den ioniserende stråling som udgår fra brændslet let lader sig afskærme.
Det viser sig at plutonium er et godt bud. 1 kg af den {\displaystyle \alpha }-aktive isotop 238Pu udvikler varme med en termisk effekt af størrelsesorden 500 W. Halveringstiden for 238Pu er 87,7 år, så til mange formål er effekten praktisk taget at regne for konstant.
Alternative radioaktive kilder er isotoper af strontium, promethium, americium og actinium. I Sovjetunionen var 90Sr yderst populært, da det er et affaldsprodukt fra kernekraft. 241Am har en halveringstid på 432 år og kan altså anvendes i RTG med meget lang levetid. Energitætheden af 241Am er dog kun 1/4 af energitætheden for 238Pu. Hertil kommer at den sekundære {\displaystyle \gamma }-stråling som udsendes fra 241Am er hårdere (mere gennemtrængende) end den som udsendes fra 238Pu (der kræves hhv. 18 mm og 2,5 mm bly-afskærmning). 227Ac er for dyr at fremstille i mængder som overstiger 10 g.
Virkningsgraden af en termogenerator er ca. 8 %, så en typisk RTG-enhed som indeholder 250 g 238Pu udvikler en elektrisk effekt på 10 watt svarende til 1 MWh i løbet af 10 år.

## Anvendelse
Anvendelse af RTG er til forbrug på få hundrede watt, contra brændselsceller, batterier, generatorer og solceller.
I Sovjetunionen har man anvendt RTG til at drive ubemandede fyrtårne, vejrstationer, fyrbøjer og militære radaranlæg i områder med polarmørke. Disse anlæg er ikke tilstrækkeligt bevogtet eller vedligeholdt efter Murens fald.

I Georgien har skrotsamlere skrællet RTG'ere for metalhylstrene og ladet det radioaktive materiale ligge og flyde i naturen.
Nogle af de første pacemakere havde Pu-RTG som strømkilde og cirka 90 (pr. 2004) patienter har disse i kroppen. Moderne pacemakere har litiumbatterier. Ved kremering skulle pacemakerne holde på plutoniummet.
Rumfartøjer i det indre af Solsystemet vil have adgang til rigeligt sollys til at drive deres solceller men i afstande fra Jupiter (5 gange Jordens afstand) vil sollyset være så svagt at solcellepanelerne skulle være urimeligt store. I Jordens afstand vil ½ m² solceller producere 300 watt, mens i Saturns afstand skal der bruges 597 m²; en tiendedel fodboldbane. Rumsonder der har besøgt Jupiter, har alle haft radioisotopgeneratorer med sig (Pioneer 10, Pioneer 11, Voyager 1, Voyager 2, Galileo, Ulysses, Cassini og New Horizons). Som noget nyt har jupitersonden Juno (opsendt i 2011) ikke RTG'ere men derimod 60 m² solceller, der vil kunne producere 486 W ved Jupiter (mod 12-14 kW ved Jorden). Junos 18.600 solceller af gallium-arsen er mere strålingsresistente og producerer 50 % mere energi end tilsvarende siliciumceller.
På Månens overflade har 5 Apollo-ekspeditioner efterladt ALSEP-instrumentpakker med RTG-energiforsyning, grundet den 14 døgn lange månenat. På overfladen af Mars har de to Vikinglandere RTG'ere, fordi de skulle kunne måle om natten og om vinteren. Da RTG'erne var anbragt inde i landeren, har man foruden de 2x35 watt elektrisk energi, udnyttet de 2x525 watt varmeenergi. I august 2012 landede marsrobotten Curiosity på Mars, og den har RTG som energikilde. De forrige marsrobotter har været plaget af støvakkumulation på solcellepanelerne.
Rumsonde-RTG'er består af keramisk plutoniumdioxid (PuO2) i blokke der er kemisk stabile og har et højere smeltepunkt end metallisk plutonium. Blokkene er overtrukket med et iridiummetal der er korrosionsbestandigt. RTG-blokkene er samlet i en beholder, der virker som et varmeskjold ved en eventuel genindtræden i atmosfæren.
RTG mister 0,787% kapacitet pr. år og da Galileo blev forsinket af Challengerulykken (4 år før opsendelse plus 5 års længere rejsetid) måtte man planlægge missionen anderledes rent strømmæssigt.
Man kan også udnytte varmeenergien direkte fra 238Pu i såkaldte Radioisotope Heater Units, RHU. Brændstofventiler, batterier og instrumenter kan udstyres med 1 watts RHU'er (0,56 g Pu) til at beskytte mod kulden (-240 °C.). Det radioaktive materiale er beskyttet som ved RTG'erne. Saturnsonden Cassini har 82 RHU'er og den medfølgende, europæiske Huygens lander har 35. Jupitersonden Galileo havde 84 RHU'er og dens atmosfæresonde havde 36. De to marsrobotter, Spirit og Opportunity bruger hver 8 RHU'er til at klare nattemperaturer på -105 °C (en marsnat har næsten samme længde som en jordnat), litiumbatterierne kræver mindst -20 °C. De to sovjetiske Lunokhod månebiler brugte 210Po til at holde varmen i den 14 døgn lange månenat.
US Navy opsendte den første RTG i rummet med Transit 4A navigationssatellitten i 1961. Transit 4A's RTG brugte 210Po med en halveringstid på 138,4 dage som supplement til satellittens solceller. USA opsendte foruden Transit (6 med RTG, hvoraf de 2 var 210Po-RTG) også Nimbus vejrsatellitter (2 med RTG) og LES (Lincoln Experimental Satellite) kommunikationssatellitter (2 med RTG).
Sovjetunionen opsendte to 210Po-RTG-forsynede militære kommunikationssatellitter, Kosmos 84 og 90 i 1965. De opsendte også RORSAT-flådeovervågningssatellitter med egentlige atomreaktorer, med kernespaltning af 235U, der ikke må forveksles med RTG.

## Risici
Atombomber kræver en neutroninduceret nuklear kædereaktion fra letspaltelige isotoper (som f.eks. 239Pu, Fat Man over Nagasaki). 238Pu besidder ikke denne egenskab. Den største fare ved 238Pu er at det radioaktive materiale bliver spredt ved en beskadiget afskærmning (raketeksplosion) eller at terrorister laver en beskidt bombe.
I 1997, ved Cassinis opsendelse, var der protester fra folk, der frygtede plutonium-forurening af atmosfæren ved en raketeksplosion eller ved Cassinis tætte passage af Jorden i 1999. I januar 2006 overbeviste NASA USA's Højesteret om at New Horizons' RTG var så robust indkapslet, at det ikke ville sprede plutoniummet ved en løfteraketeksplosion eller ved genindtræden i atmosfæren.
Kendte RTG-uheld: Amerikanske Transit 5-BN-3, Nimbus B-1 og Apollo 13, 2 sovjetiske/russiske (Cosmos månebil og MARS-96). Transit 5-BN-3's RTG var opbygget, så den ved reentry blev pulveriseret fuldstændigt og plutoniummet blev fortyndet i atmosfæren. Halvdelen af atmosfærens 238Pu er fra Transit 5-BN-3. Nimbus B-1's RTG blev genbrugt til Nimbus III. Apollo 13's månelander Aquarius brændte op over Fijiøerne, mens RTG'en landede uåbnet i Tonga-graven.
Det amerikanske energiministerium har udsat RTG'ere for voldsomme afprøvninger, som de bestod undtagen én: Ved forsøgene hvor de ramte klipper og/eller beton med 200 km/t, revnede halvdelen af dem så PuO2 blev blottet. Dog blev materialet ikke pulveriseret til åndbare partikler. De RTG'ere der ramte jord, sand eller vand holdt. De andre forsøg var: udsættelse for en raketmotor i flere minutter, sprængstof der simulerer en raketeksplosion, plasmajetstråle svarende til reentry, beskydning med Al-, Ti- og stålraketstumper og endelig neddykning i saltvand i flere måneder.

## Fremtidig udvikling
Infrarøde solceller kan omkranse de varme RTG'er og fordoble effektiviteten. Desværre forfalder IR-solcellerne hurtigere end bimetalledningerne, især i et ioniserende miljø (Rummet og rad. materiale).
Dynamiske generatorer der mekanisk omdanner varme til elektrisk strøm har en virkningsgrad over 23 %, men kræver højere temperaturforskel. Dynamiske generatorer kan give vibrationer og radiostøj. NASA's næste generation RTG hedder SRG (Stirling Radioisotope Generator) bruger Stirlingmotorer med magnetiske, kontaktfrie bevægelige dele og kunne anvendes på en marsrover, hvor vibrationer er af mindre betydning.